# Scapulaseius anuwati
Scapulaseius anuwati är en spindeldjursart som först beskrevs av Ehara och Bhandhufalck 1977.  Scapulaseius anuwati ingår i släktet Scapulaseius och familjen Phytoseiidae. Inga underarter finns listade i Catalogue of Life.